# Дидуров, Алексей Алексеевич
Алексе́й Алексе́евич Диду́ров (17 февраля 1948 г. — 5 июля 2006 г.) — русский поэт, прозаик и критик, драматург, журналист, бард.

## Биография
С 1966 года — штатный корреспондент газеты «Комсомольская правда». С 1967 по 1970 годы проходил срочную службу в погранвойсках. Затем — снова работа в штате редакции «Комсомольской правды», а с 1972 по 1975 годы — в отделе публицистики журнала «Юность». Далее — внештатная работа на радио, на ТВ, в театре и кинематографе в качестве автора и соавтора песен для спектаклей и кинофильмов, автора пьес и сценариев.
Учился в Литературном институте в семинаре Евгения Винокурова (институт не окончил).
Создатель и ведущий (с 1979 года) литературного рок-кабаре «Кардиограмма», в котором выступали Виктор Цой («Кино»), Юрий Лоза, Майк Науменко («Зоопарк»), Юрий Шевчук («ДДТ»), Александр Башлачёв, рок-группы «Бахыт-Компот» и «Несчастный случай»; прозаики и поэты — Виктор Шендерович, Евгений Рейн, Татьяна Бек, Юрий Ряшенцев, Владимир Вишневский, Ренат Гильфанов, Лев Новожёнов, Аркадий Арканов, Григорий Остер, Юлия Неволина, Елена Кривчик, Максим Куликов; барды — Булат Окуджава, Юлий Ким, Владимир Качан, Александр Мирзаян и многие другие.
Алексей Дидуров — автор текста популярных песен, написанных для фильмов «Розыгрыш» («Когда уйдём со школьного двора…», «Это странно всё, действительно…»), «Не бойся, я с тобой».
После 1991 года публикует свои очерки и статьи, прозу, стихи и поэмы в периодике — в журналах «Новый мир», «Дружба народов», «Огонёк», «Юность» «Столица», альманахах «Истоки» и «Альтернатива», выпускает в свет пять своих книг, две антологии отечественной рок-поэзии, антологию авторов-исполнителей своего литературного рок-кабаре, альбомы песен.

Книга прозы и поэм Алексея Дидурова «Легенды и мифы Древнего Совка» по рейтингу журнала «Огонёк» в 1995 году вошла в десятку лучших книг России, а антология литературного рок-кабаре Дидурова «Солнечное подполье» названа газетой «Алфавит» лучшей русской антологией, по итогам же всероссийского конкурса «Артиада-1999» антология «Солнечное подполье» получила статус лучшей отечественной книги 1999 года.
Был членом Союза журналистов, членом и секретарём СП Москвы.
Был трижды женат.
Алексей Алексеевич Дидуров умер 5 июля 2006 года от обширного инфаркта, похоронен на Ваганьковском кладбище (22 уч.).
Ежегодно в Москве в феврале — марте проводится Фестиваль рок-поэзии «Кабаре 58» памяти Алексея Дидурова. Фестиваль приурочен ко дню рождения создателя легендарного рок-кабаре.